# 談義本
談義本（だんぎぼん）とは、日本近世文学の一種で、18世紀中頃江戸を中心に流行した小説類である。通俗的な教訓と滑稽性を特徴とする。江戸固有の言葉や風俗、美的理念や生活理念を初めて描いたものとされる。
正徳・享保頃から、増穂残口の談義物や佚斎樗山の心法物が三都に流行り、俗語の使用による滑稽さが増していった。1752年（宝暦2年）、静観房好阿『当世下手談義』が刊行されると、類書が次々と刊行される。やがて、世相の滑稽風刺を描く内容へと変わり、平賀源内『根無草』『風流志道軒伝』が刊行された。
およそ寛政末ころまで制作されたが、次第に狂歌、黄表紙、洒落本などに取って代わられた。

## 関連文献
- 中野三敏 校注『新日本古典文学大系 81 田舎荘子 当世下手談義 当世穴さがし』岩波書店、1990年、ISBN 4-00-240081-6（標題作のほか『労四狂』『成仙玉一口玄談』を併録）
- 野田壽雄 著『日本近世小説史 談義本篇』勉誠出版、1995年、ISBN 978-4-585-03036-2